# Michail Bachtin
Michail Bachtin (ryska: Михаил Михайлович Бахтин), född 29 november 1895 i Orjol, död 7 mars 1975 i Moskva, var en rysk språkteoretiker och litteraturhistoriker. Hans skrifter sträcker sig över många fält. Bland de tidiga texterna från 1910- och 1920-talet skymtar ett nykantianskt och fenomenologiskt perspektiv. Sedan tar han tag i Freud och Marx. 1930- och 1940-talen ägnas åt kultur- och litteraturhistoria. Under slutet av sin livstid återvänder han till filosofin, med fokus på språk och metafysiska frågor.

## Dialogen
Dialogen är den röda tråd som binder samman Bachtins arbeten och den genomsyrar hans övriga tankegångar. I hans olika skrifter kan man se lite olika men tätt knutna användningar av begreppet:
- Hela människans existens bygger på kommunikation, en dialog mellan ett jag och den andra. (se socialkonstruktivism)
- Allt språkbruk bygger på dialoger, mellan individer, mellan sociala och kulturella fenomen och mellan historiska och nutida aktörer. Detta innebär att all kommunikation formas av såväl avsändare och mottagare som alla som tidigare använt samma språk och rådande värderingar.
- En dialogisk diskurs tillåter flera röster i motsats till en monologisk diskurs ensamma röst. Det vill säga att en dialogisk diskurs tillåter reflekterande, kritiserande och förändrande åsikter när en monologisk endast tillåter förstärkande åsikter.

## Svenska översättningar
- Rabelais och skrattets historia: François Rabelais verk och den folkliga kulturen under medeltiden och renässansen (Tvorčestvo Fransua Rable i narodnaja kulʹtura srednevekovʹja i Renessansa) (översättning Lars Fyhr, Anthropos, 1986, 1991, 2007)
- Det dialogiska ordet (översättning Johan Öberg, Anthropos, 1988)
- Dostojevskijs poetik (Problemy poetiki Dostoevskogo) (översättning Lars Fyhr och Johan Öberg, Anthropos, 1991). 2. rev. uppl. 2010
- Författaren och hjälten i den estetiska verksamheten (översättning Kajsa Öberg Lindsten, Anthropos, 2000)